# نورث امریکن تی-۲۸ تروجان
نورث امریکن ایکس‌ای۲جی سوپر سیوج (به انگلیسی: North American XA2J Super Savage) یک هواپیمای ساختِ کارخانهٔ نورث امریکن اوییشن در کشور ایالات متحده آمریکا است. این هواپیما برای نخستین بار در ۴ ژانویه ۱۹۵۲ میلادی مورد استفاده قرار گرفت.